# Argutite
L'argutite (GeO2) est l'un des rares oxydes minéraux du germanium. Il est membre du groupe rutile.